# Nationalarchiv (Brasilien)
Das Nationalarchiv von Brasilien, amtlich portugiesisch Arquivo Nacional, ist ein Staatsarchiv in Rio de Janeiro. Es wurde am 2. Januar 1838 gegründet und ist dem Justizministerium unterstellt. Untergebracht ist es in dem Gebäude, in dem von 1868 bis 1983 die brasilianische Münzstätte Casa da Moeda do Brasil war.
Das Nationalarchiv stellt das zentrale Organ des Verwaltungssystems für Archivalien (Sistema de Gestão de Documentos de Arquivo, SIGA) dar. Gemäß dem Archivgesetz (Gesetz 8.159) vom 8. Januar 1991 hat es die Aufgabe, das dokumentarische Erbe der Bundesregierung zu organisieren, zu erhalten, zugänglich zu machen und dem Staat und den Bürgern zu dienen.
Die Sammlung des Nationalarchivs enthält 55 km Textdokumente. 2.240.000 Fotografien und Negative; 27.000 Illustrationen, Cartoons; 75.000 Karten und Pläne; 7.000 Discs und 2.000 magnetische Audiobänder; 90.000 Filmrollen und 12.000 Magnetbänder auf Video. Es besitzt auch eine Bibliothek, die sich auf Geschichte, Archive, Informationswissenschaften, Verwaltungsrecht und öffentliche Verwaltung spezialisiert hat, mit etwa 43.000 Buchtiteln und Libretti, 900 Zeitungen und 6.300 seltenen Werken.
Direktorin ist seit 2019 die Bibliothekarin Neide Alves Dias de Sordi.

## Einige Dokumente aus dem Nationalarchiv

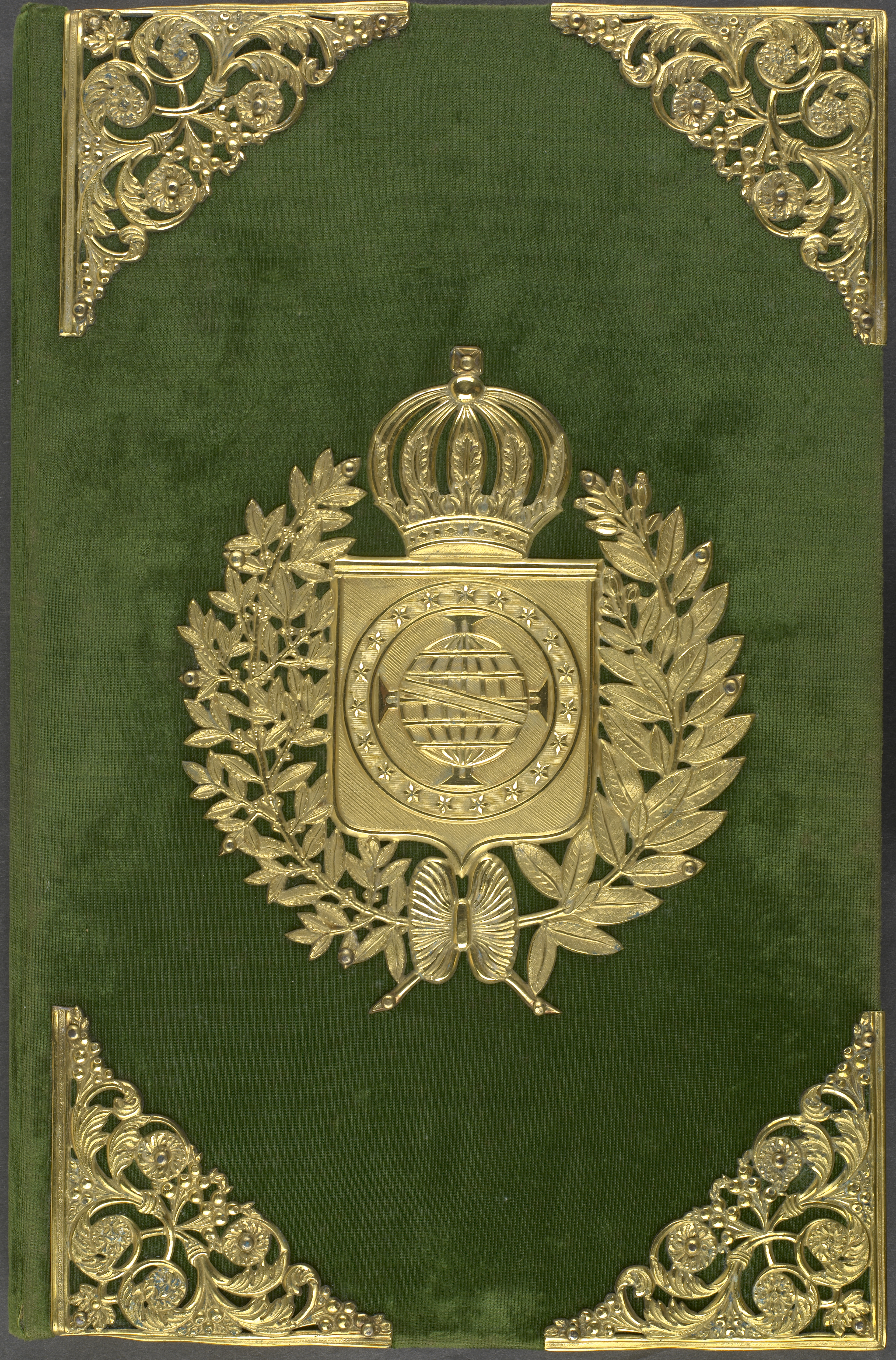
Verfassung des Kaiserreichs Brasilien, 1824.
Lei Áurea, 1888.
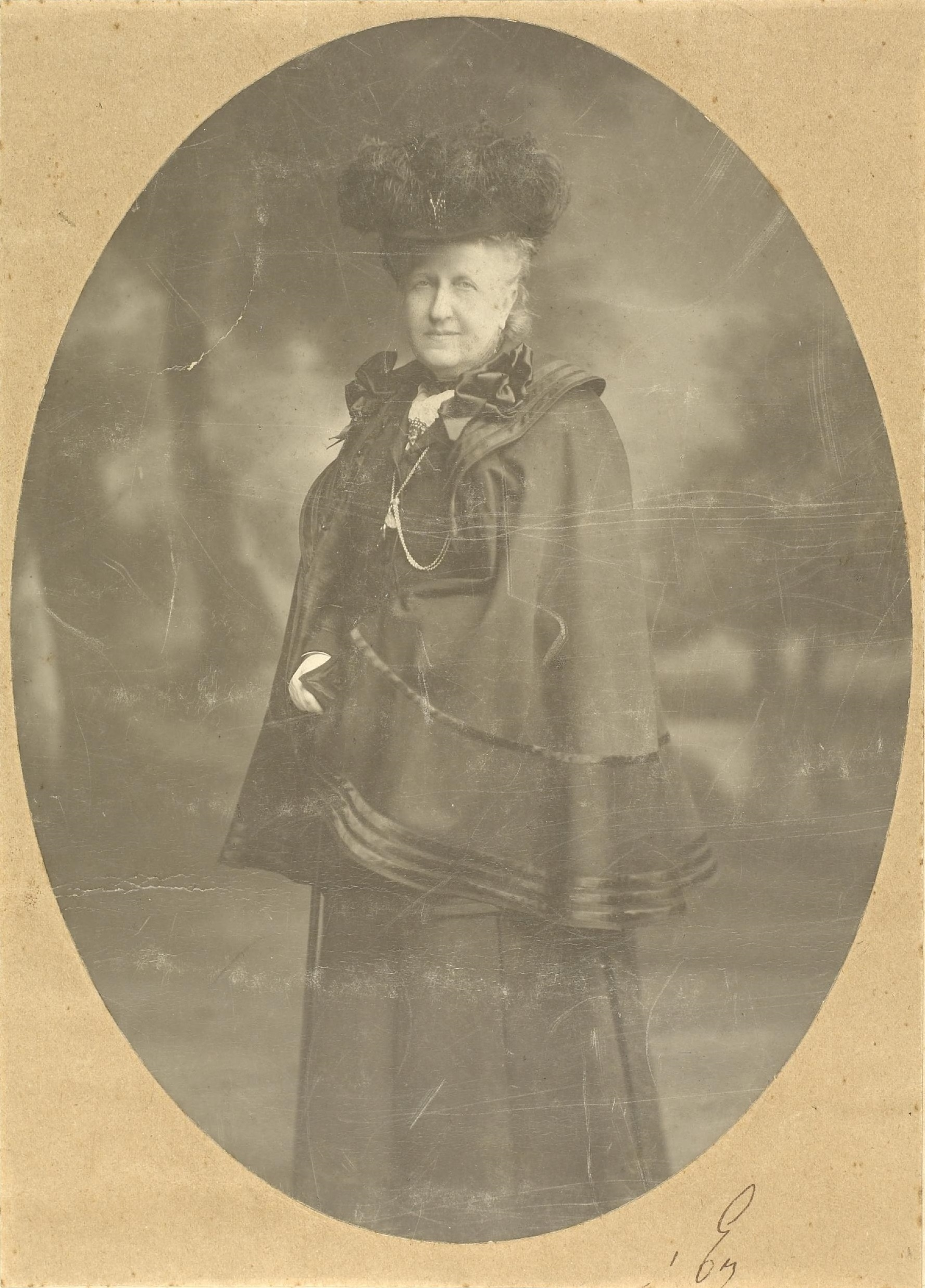
Prinzessin Isabella, 1906.
Plan der 1. Etage des Palácio Monroe, 1924.
Einweihung des Maracana-Stadions, 1950.
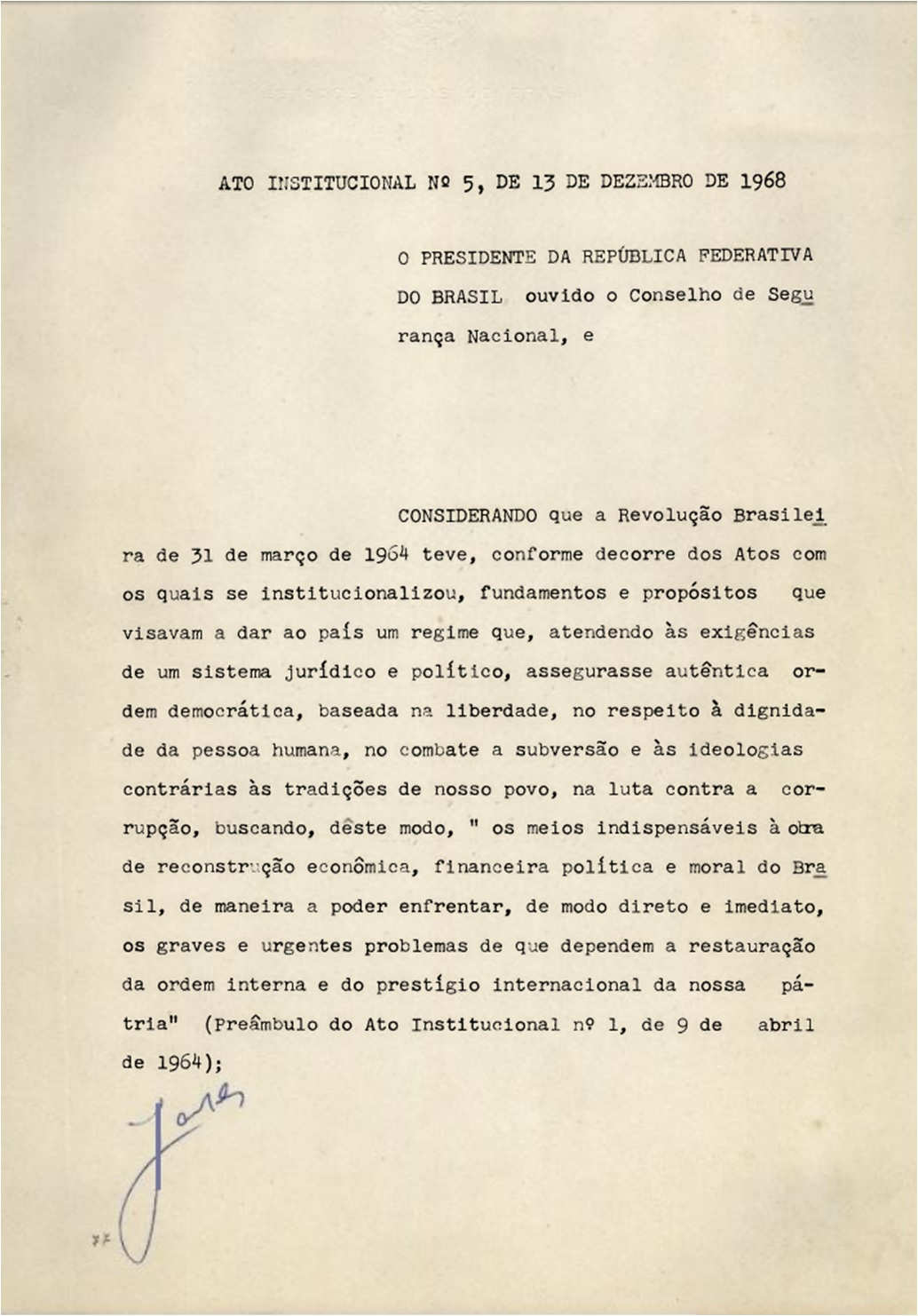
AI-5, 1968.

## Direktoren
Quelle bis 2018:
- Ciro Cândido Martins de Brito (1840–1857)
- José Tomás de Oliveira Barbosa (1857–1860)
- Antônio Pereira Pinto (1860–1869)
- Joaquim Caetano|Joaquim Caetano da Silva (1869–1873)
- Joaquim Pires Machado Portela (1873–1898)
- Pedro Veloso Rebelo (1899–1902)
- Francisco Joaquim Béthencourt da Silva (1902–1910)
- Alcebíades Estêvão Furtado (1910–1915)
- Frederico Schumann (1915–1917)
- Luís Gastão d’Escragnolle Dória (1917–1922)
- João Alcides Bezerra Cavalcanti (1922–1938)
- Eugênio Vilhena de Morais (1938–1958)
- José Honório Rodrigues (1958–1964)
- Pedro Paulo Moniz Barreto de Aragão (1964–1969)
- Raul do Rego Lima (1969–1980)
- Celina Vargas do Amaral Peixoto (1980–1990)
- Tereza Maria Sussekind Rocha (1990–1991, interimistisch)
- Maria Alice Barroso (1991–1992)
- Jaime Antunes da Silva (1992–2016)
- Maria Izabel de Oliveira (2016–2016, interimistisch)
- José Ricardo Marques (2016–2016)
- Ivan Fernandes Neves (2016–2016, interimistisch)
- José Ricardo Marques (2016–2017)
- Diego Barbosa da Silva (2017–2017, interimistisch)
- Carolina Chaves de Azevedo (2017–2019)
- Neide de Sordi (2019– amtierend)